# Marrubium incanum
Marrubium incanum ist eine Pflanzenart aus der Gattung Andorn (Marrubium) in der Familie der Lippenblütler (Lamiaceae). Sie ist hauptsächlich entlang der Adria beheimatet, strahlt aber bis Frankreich, Sizilien und auf die Balkanhalbinsel aus.

## Beschreibung

### Vegetative Merkmale
Marrubium incanum ist eine ausdauernde krautige Pflanze mit Wuchshöhen von 30 bis 50 Zentimetern. Der Geruch ist nur schwach. Die Stängel sind dicht weißfilzig behaart und haben meist viele kurze, aufrechte rein vegetative Zweige.
Die Laubblätter sind in Blattstiel und -spreite gegliedert. Der 2 Zentimeter lange Blattstiel ist kürzer als die 3 × 4 Zentimeter große Spreite. Am Hauptstängel sind die Blattspreiten länglich-eiförmig und am Grund keilförmig. Der Blattrand ist gekerbt-gezähnt. Die Oberfläche hat eine eingesenkte Nervatur und ist dicht filzig behaart, auf der Blattoberseite gräulich-grün, auf der Blattunterseite weißlich. Der

### Generative Merkmale
Die Blütezeit reicht in Italien von Mai bis August. Der Blütenstand besteht aus dichten, kugelförmigen Scheinquirlen, die in der Achsel laubblattähnlicher Tragblätter stehen und 20 bis 25 Blüten enthalten. Die Vorblätter sind pfriemlich, die längsten sind fast so lang wie der Kelch.
Die zwittrige Blüte ist zygomorph mit doppelter Blütenhülle. Die Kelchröhre ist 6,5 bis 7 Millimeter lang, zehnrippig und mit Sternhaaren filzig behaart. Die fünf gleich langen Kelchzähne sind bei einer Länge von 3 bis 4 Millimetern pfriemlich und kürzer als die Krone; sie sind anfangs aufrecht und spreizen später sternförmig ab und sind spärlich mit Sternhaaren besetzt. Die milch-weiße Krone ist 13 bis 14 Millimeter lang, und auf der Außenseite flaumig behaart. Die Kronröhre verjüngt sich gleichmäßig zur Basis hin. Die Oberlippe ist eiförmig und auf ein Drittel in zwei lanzettliche oder schmal dreieckige Lappen geteilt. Die Seitenlappen der Unterlippe sind nahezu genauso groß wie der Mittellappen. Die Klausen sind etwa 2,5 Millimeter lang, dreikantig und glänzend braun.
Die Chromosomenzahl beträgt 2n = 34.

## Ökologie
Bei Marrubium incanum handelt es sich um einen Schaft-Hemikryptophyt

## Vorkommen
Das Areal von Marrubium incanum hat sein Zentrum entlang der Küsten des Adriatischen Meeres. Auf der Apennin-Halbinsel konzentrieren sich die Vorkommen auf die adriatische Seite von den Marken bis zum Gargano, während die deutlich selteneren Vorkommen auf der tyrrhenischen Seite von der Toskana bis Kampanien reichen. Am Nordende der Adria haben die Vorkommen im Veneto und im Friaul Anschluss an die Vorkommen auf der Balkanhalbinsel, die sich entlang der Küste von Istrien bis Montenegro und Albanien erstrecken, aber auch weit ins Landesinnere bis Serbien und Bulgarien vordringen. Marrubium incanum wurde auch auf Sizilien (letztmals: 1925) und Sardinien nachgewiesen; unbeständige Vorkommen gibt es auch in Frankreich.
Marrubium incanum ist eine Kalkpflanze, die in Italien in Höhenlagen von 0 bis 1200 Metern vorkommt. Sie siedelt auf Ruderalstellen und auf Schafweiden.

## Taxonomie
Die Erstveröffentlichung von Marrubium incanum erfolgte 1789 durch Louis Auguste Joseph Desrousseaux in Jean-Baptiste de Lamarck: Encyclopédie Méthodique. Botanique ..., Band 3, Teil 1, Seite 76.